# Agrostis boliviana
Agrostis boliviana é uma espécie de gramínea do gênero Agrostis, pertencente à família Poaceae.